# لبنانيون ناشطون في حقوق الإنسان
عرف لبنان العديد من ممارسات وانشطة حقوق الإنسان في الماضي القريب كما في يومنا الحالي. وكانت النكهة المميزة تتأتّى من مناخات الحرية والديمقراطية من جهة ومن انفتاح اللبنانيين على العالم وعلى الحداثة من جهة أخرى. فمن البديهي ان يتحدّث الحر عن الحرية وبصوت مرتفع ودون حرج.

كانت نتيجة النشاط باقة من الخبراء والخبرات والحالات الخاصّة ويعود الفضل في ذلك إلى واقع اللبنانيين المقيمين في الوطن وكذلك واقع الضيوف هناك من عرب واجانب. الجميع يعلم كيف ان هذا الشعب يتمتّع بتعدّدية ثقافية على ارضيّة تعدّدية دينيّة لطالما كانت السبب الرئيس خلف تمايز صورة لبنان المشرق وأيضاً خلف مشاكله السياسية والاجتماعية على حد سواء.
تاريخيّاً يُذكر شارل مالك المفكّر والدبلوماسي اللبناني الذي ساهم في خروج شرعة حقوق الإنسان إلى الحياة قبل أكثر من خمسين عامٍ مضى وداخل اروقة الأمم المتحدة في نيويورك. لاحقاً وبالتناغم مع تلك الواقعة المشرّفة برز المزيد من الأسماء كالراحلين لور وزوجها جوزيف مغيزل (وحالياً ابنهما فادي الذي يمارس النشاط عينه). امّا على صعيد الجمعيّات وإضافة إلى الجمعية اللبنانية لحقوق الإنسان التي اسسها ورعاها الثنائي الراحل مغيزل، توالى ظهور الجمعيّات فكانت حق الإنسان ومركز بيروت لحقوق الإنسان ومكاتب تمثيل لمنظمة العفو الدولية ومنظمات أخرى عربية ودولية فاعلة. ولبنان كغيره من دول العالم يرعى مؤسّسات فاعلة في المجال عينه داخل مجلس النواب (اللجنة النيابية لحقوق الإنسان) ولجنة حقوق الإنسان داخل نقابة المحامين في لبنان.
ومن الأسماء البارزة مع بدايات الالفيّة الثالثة في لبنان يُذكر إبراهيم عبد الله، غسان مخيبر، نعمة جمعة، فادي مغيزل، اليس كيروز، اوغاريت يونان، أمل ديبو، شارل نصر الله، زياد عبد الصمد، سمير مكاوي، زينب ميرزا وآخرون كثر. يضاف اليهم ناشطين ساهموا وعبر جمعيّات مُغايرة بدعم وتحسين حال الإنسان في لبنان (ليس فقط اللبناني بل الإنسان على ارض لبنان) ومعرفته لحقوقه ومنهم حبيب معلوف، كريستين طعمة، غريغوار حدّاد، كاتيا سرور، عايده جوهري، جورج خضر، مروان فارس، محمد قبّاني، زياد رحباني، والعديد من السيّدات والرجال الذين تطوّعوا بوقتهم وعلمهم خدمةً للإنسان وحقوقه.ويمتاز الجيل الجديد من اللبنانيين العاملين الآن بالحيوية وبنفحة لافتة من الحرفية ربما لاستفادتهم من الخبرات التي راكمها الجيل السابق واستفادتهم حتما من وسائل التواصل الحديثة الكامنة في الأجهزة الإلكترونية وشبكات التلفزة الفضائية.
لا يواجه اللبناني العامل في حقوق الإنسان مشاكل ذات صلة بحريّة التعبير أو ما شابه والسبب هو في توافر الحرّيات في لبنان وفي طبيعة النظام الديمقراطي هناك. كما لا توجد مشكلات في التمويل أو الامور اللوجيستية عموما فلبنان يتمتّع بصداقات تربطه بالدول الغنيّة كما الفقيرة على حذ سواء وتعرف مؤسّساته للمجتمع المدني بقدرتها على العمل وعلى تقديم الأبحاث والدراسات بشكل فاعل ونافذ.